# Lijst van personen overleden in september 2021
Dit is een lijst van bekende personen die zijn overleden in september 2021.

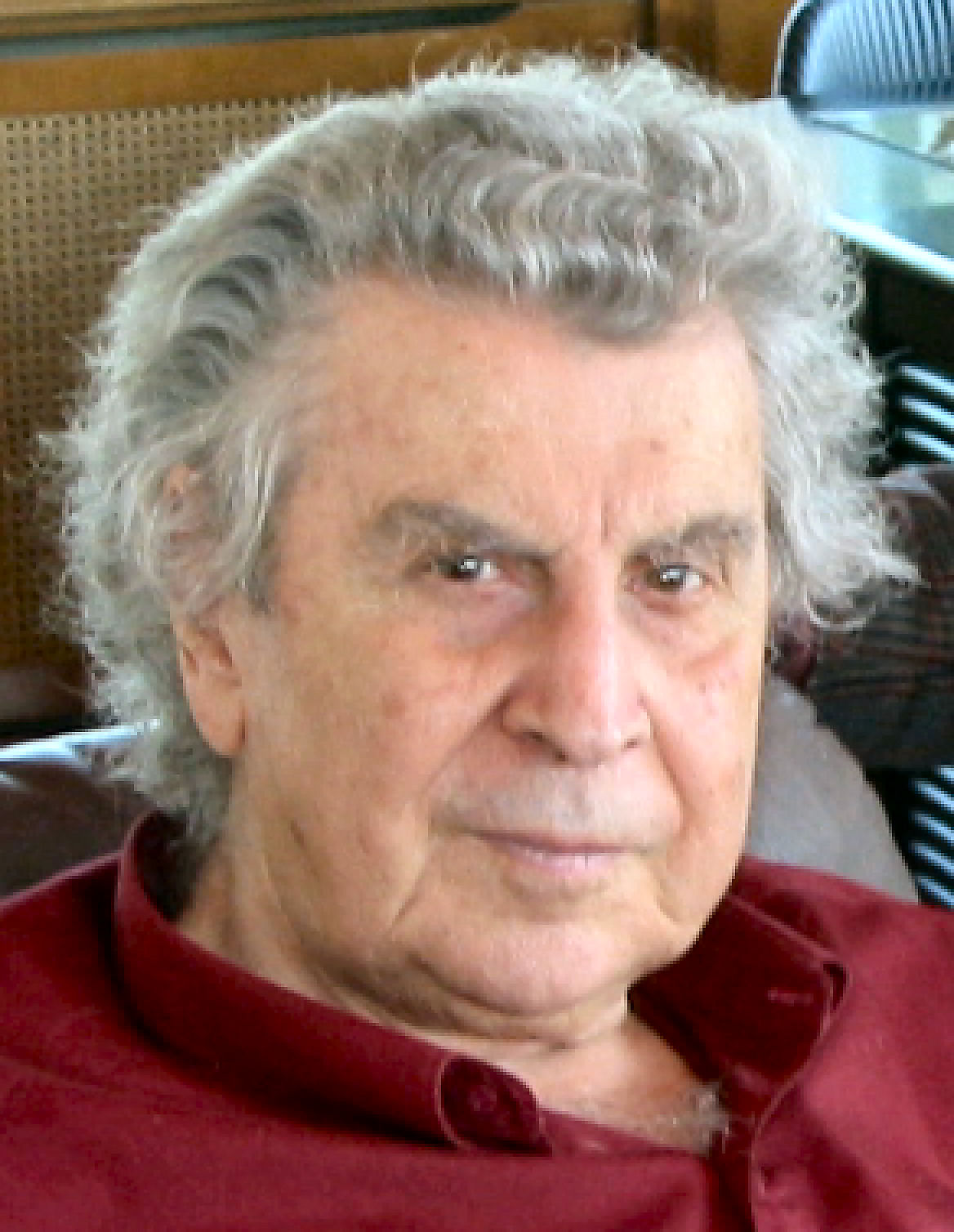
Mikis Theodorakis
2 september

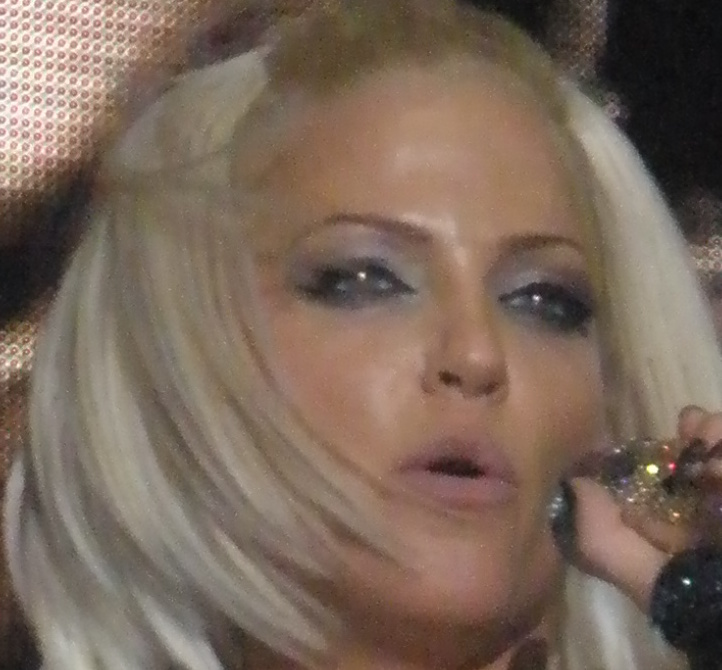
Sarah Harding
5 september

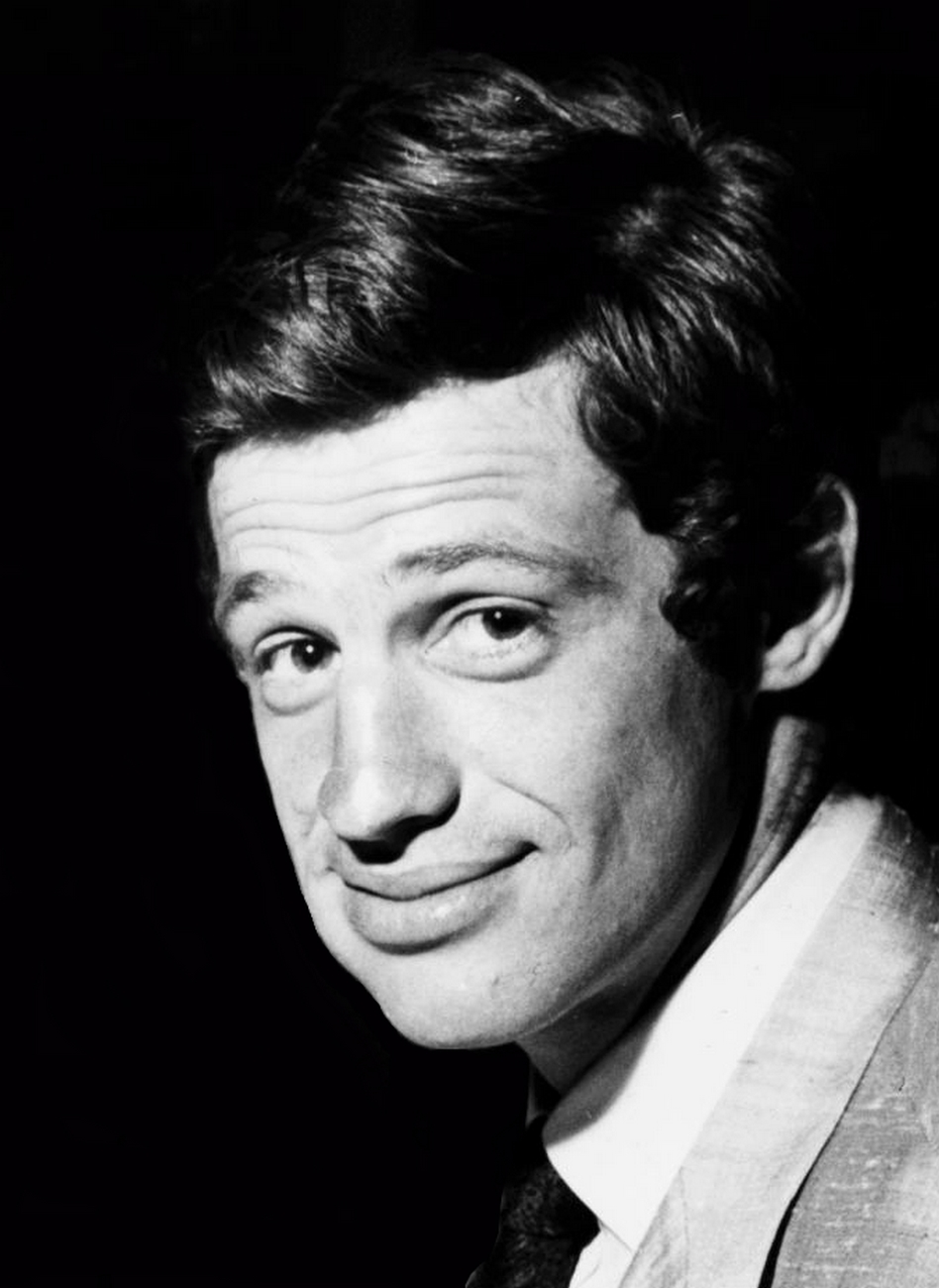
Jean-Paul Belmondo
6 september

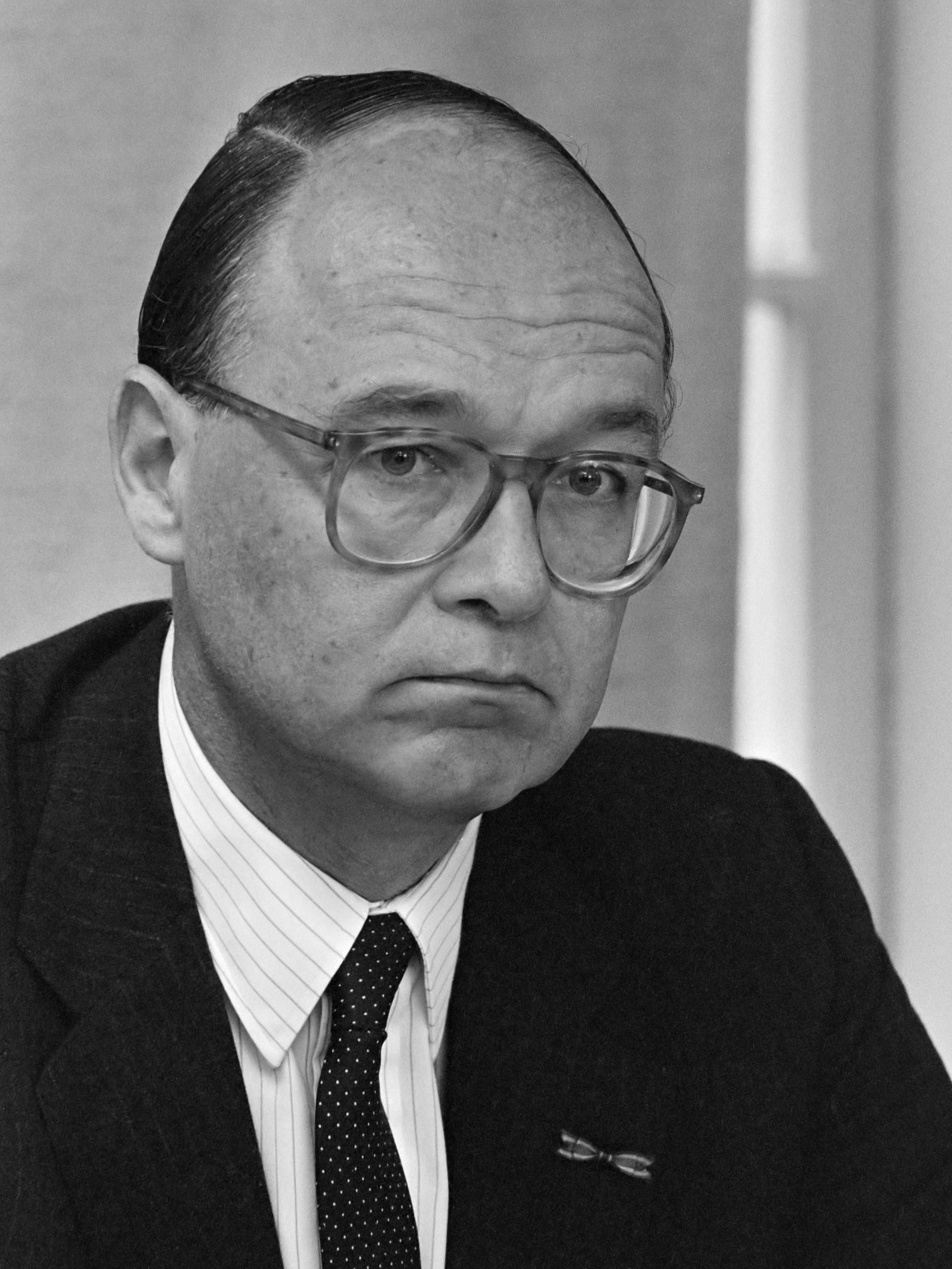
Aarnout Loudon
9 september

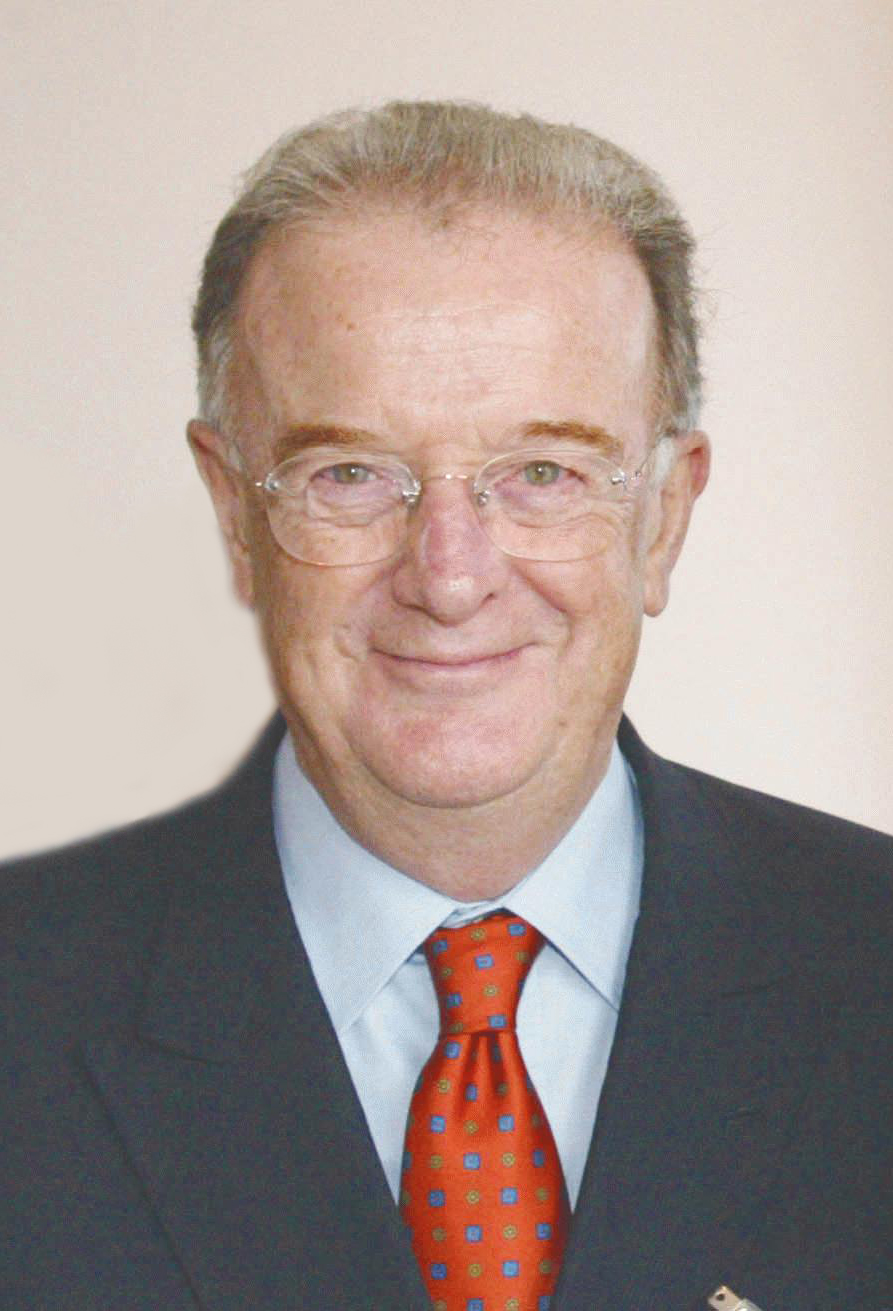
Jorge Sampaio
10 september

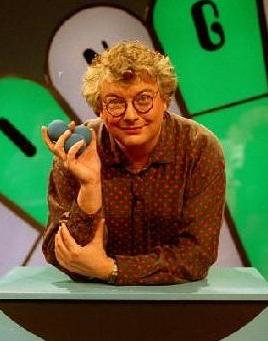
François Boulangé
11 september

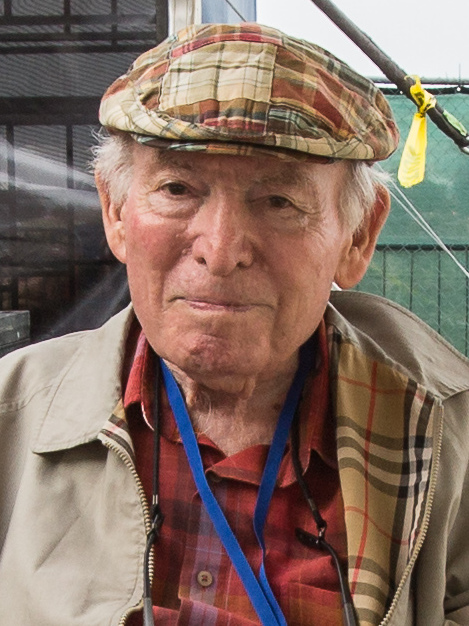
George Wein
13 september

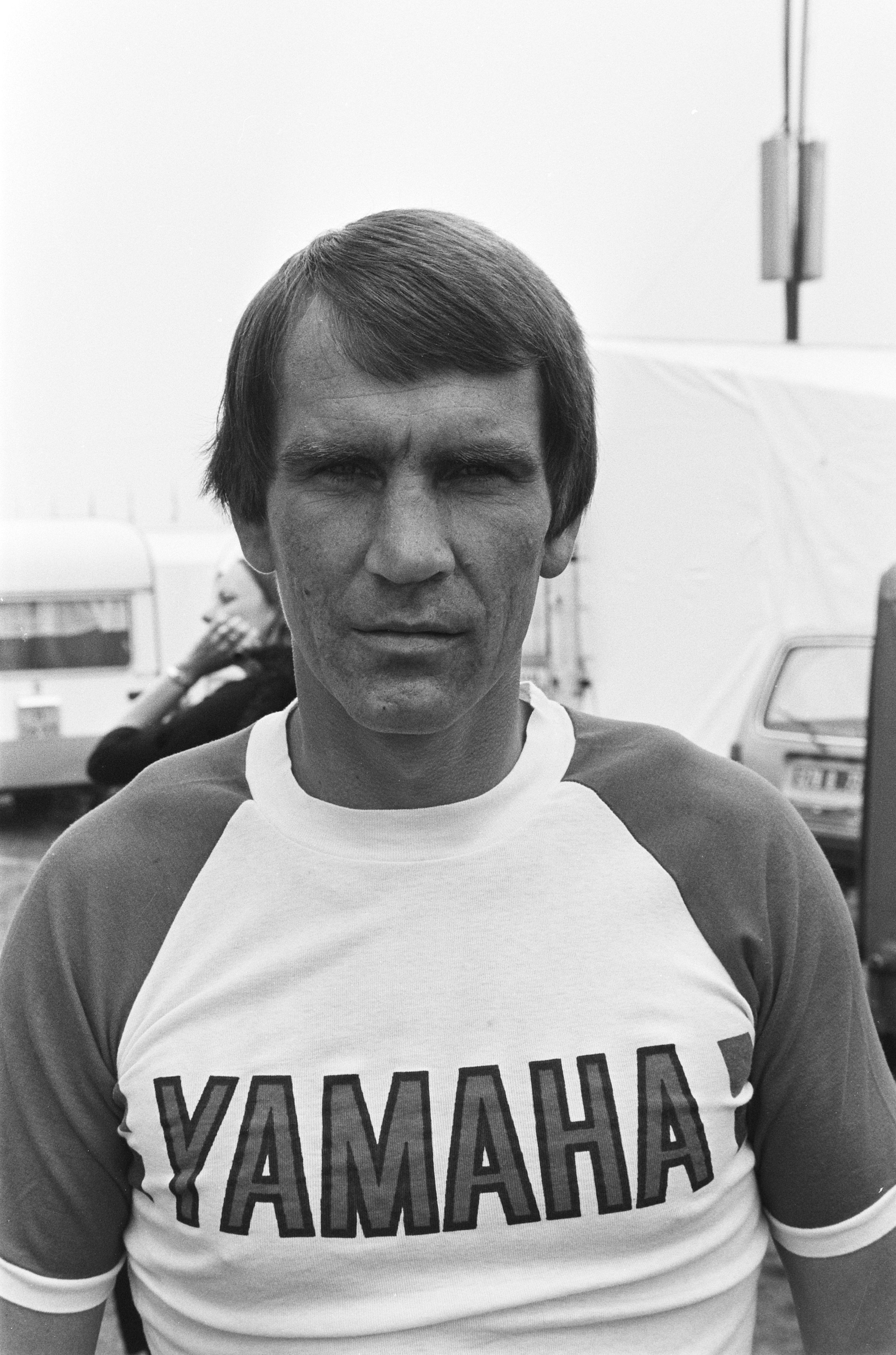
Boet van Dulmen
16 september

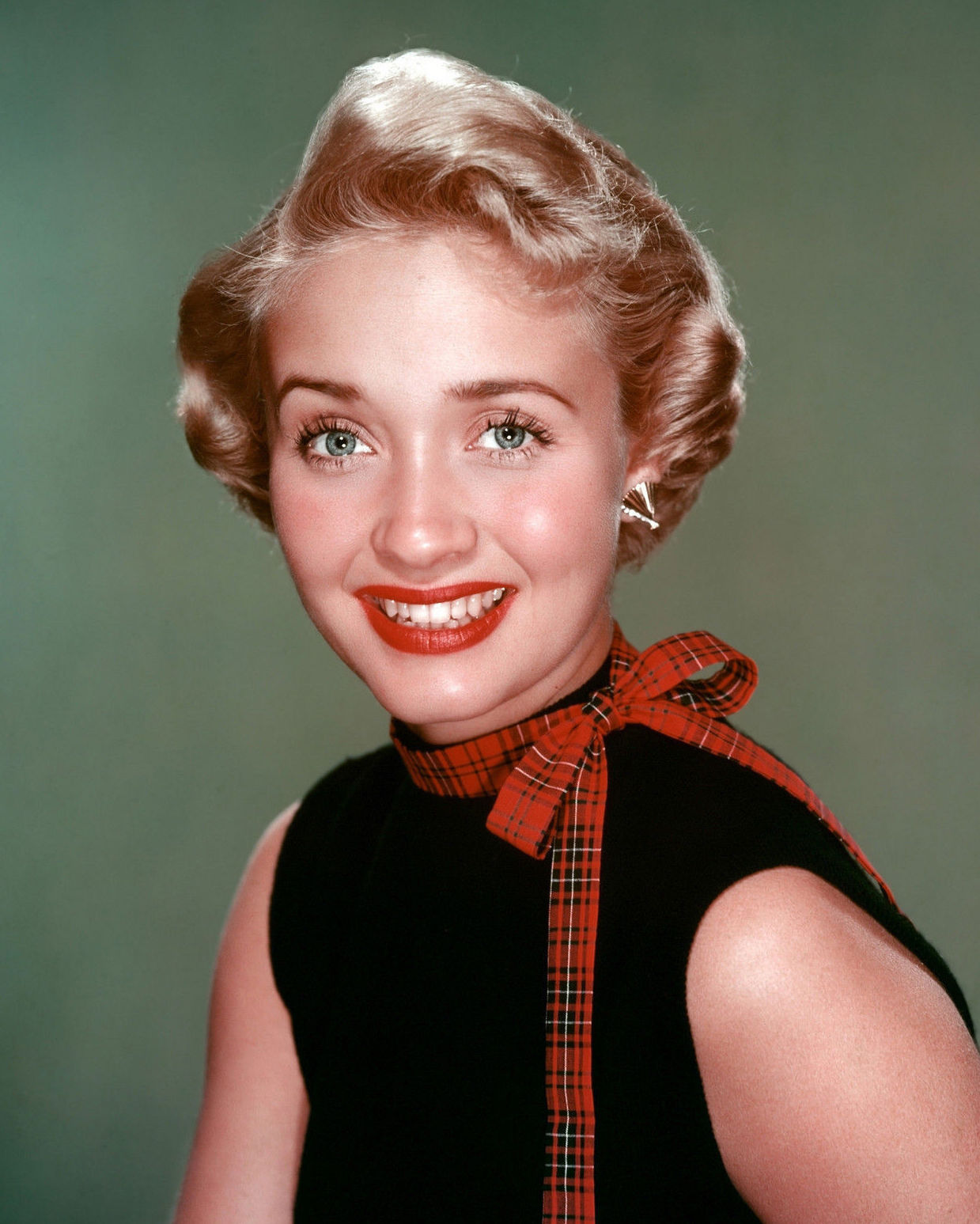
Jane Powell
16 september

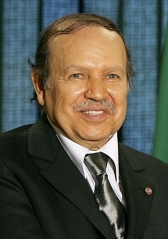
Abdelaziz Bouteflika
17 september

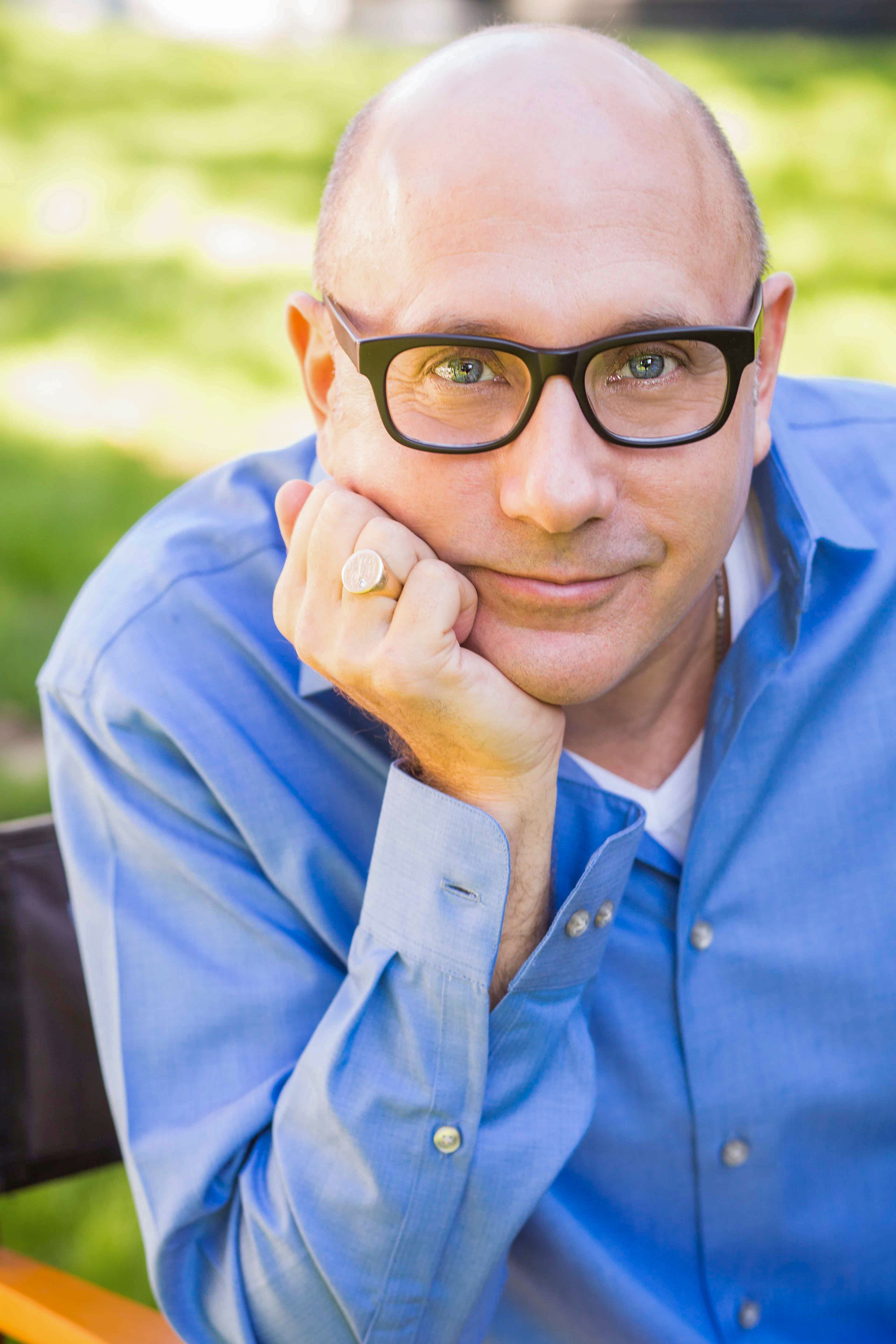
Willie Garson
21 september

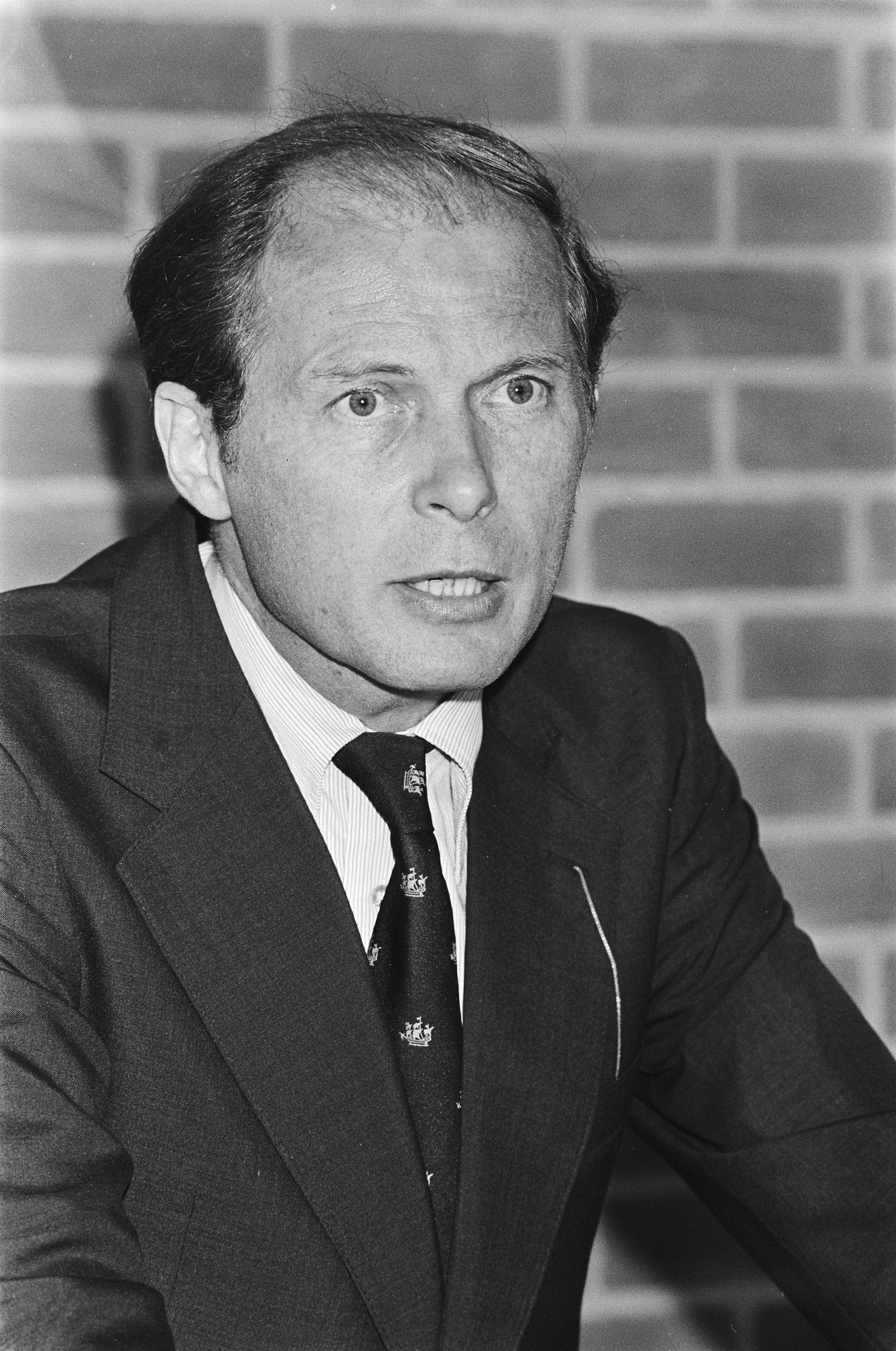
Pieter Beelaerts van Blokland
22 september

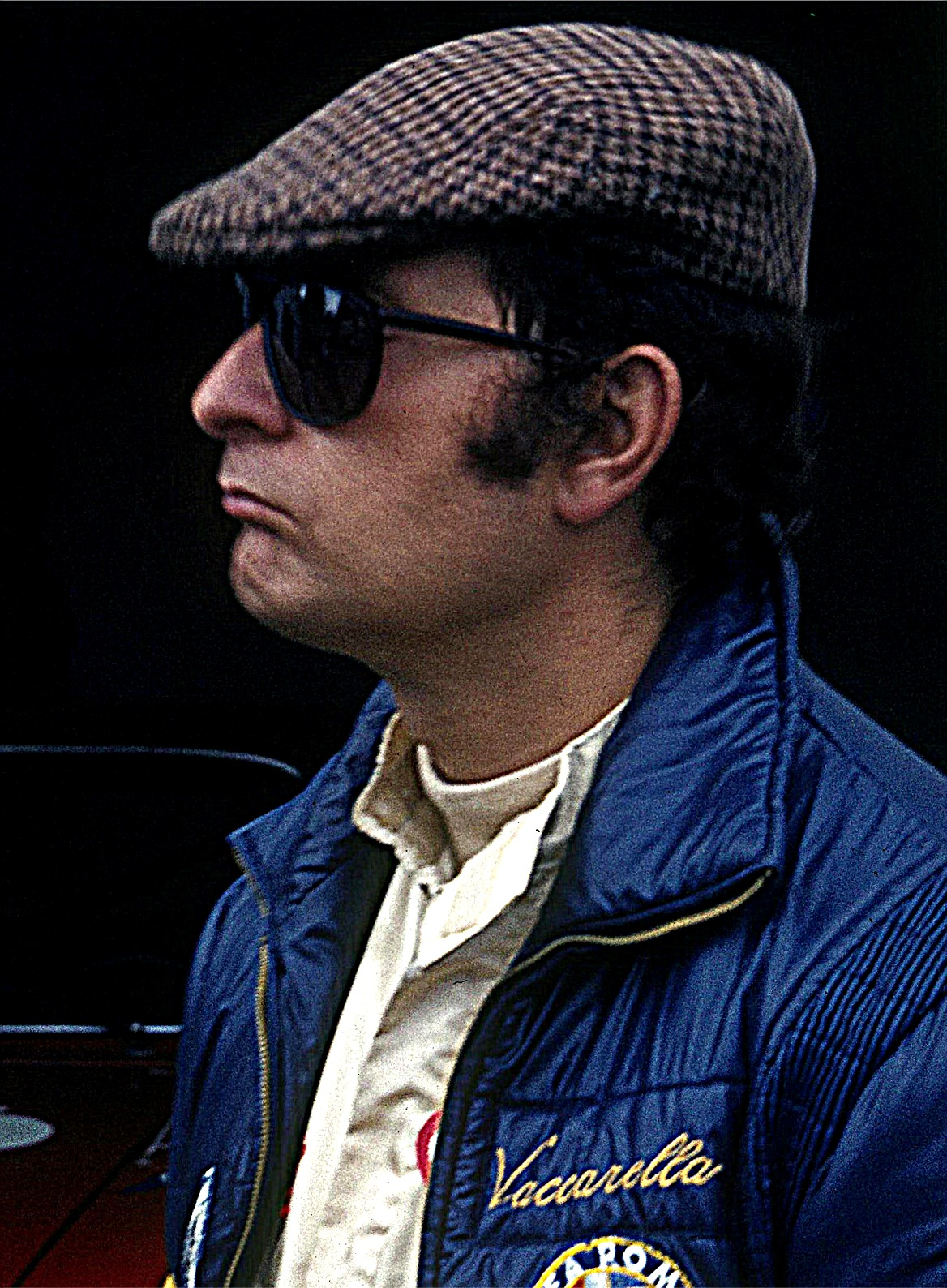
Nino Vaccarella
23 september

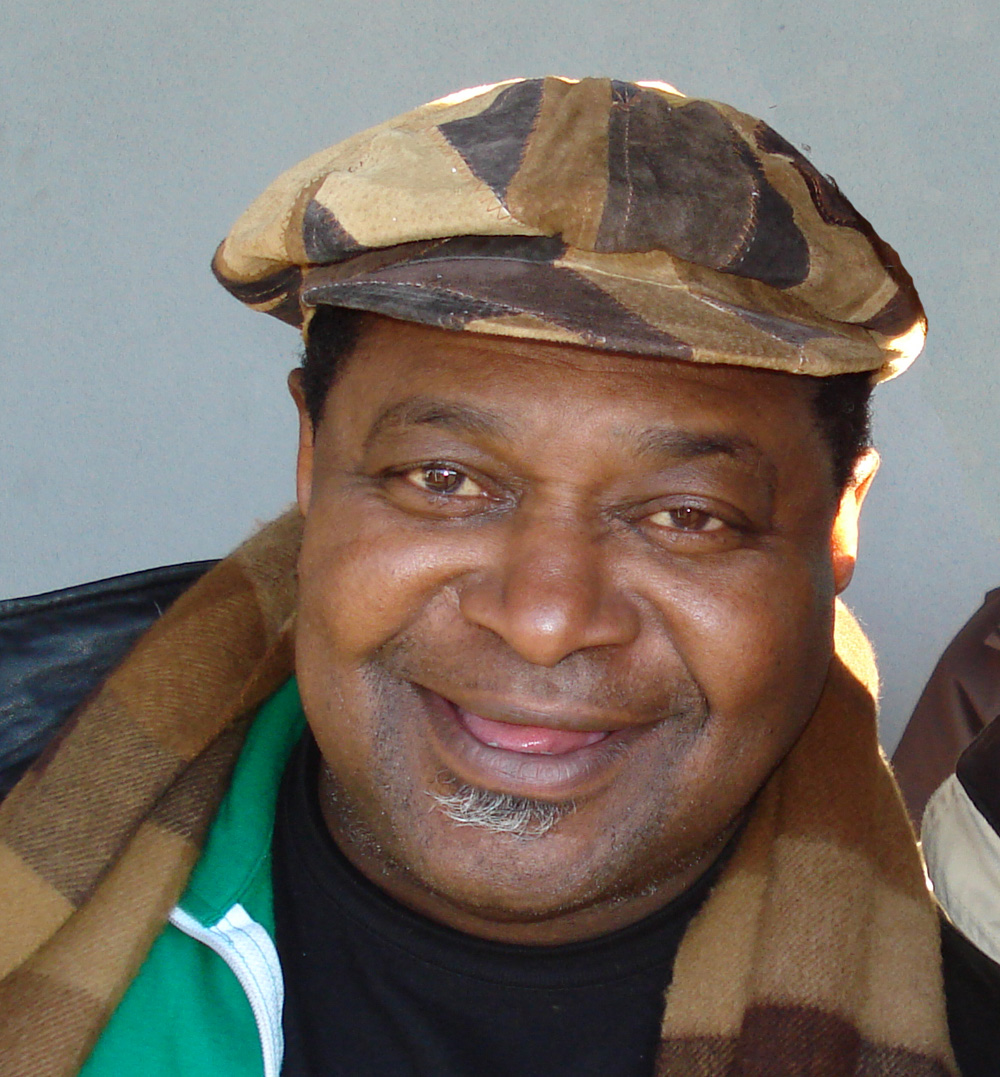
Pee Wee Ellis
24 september

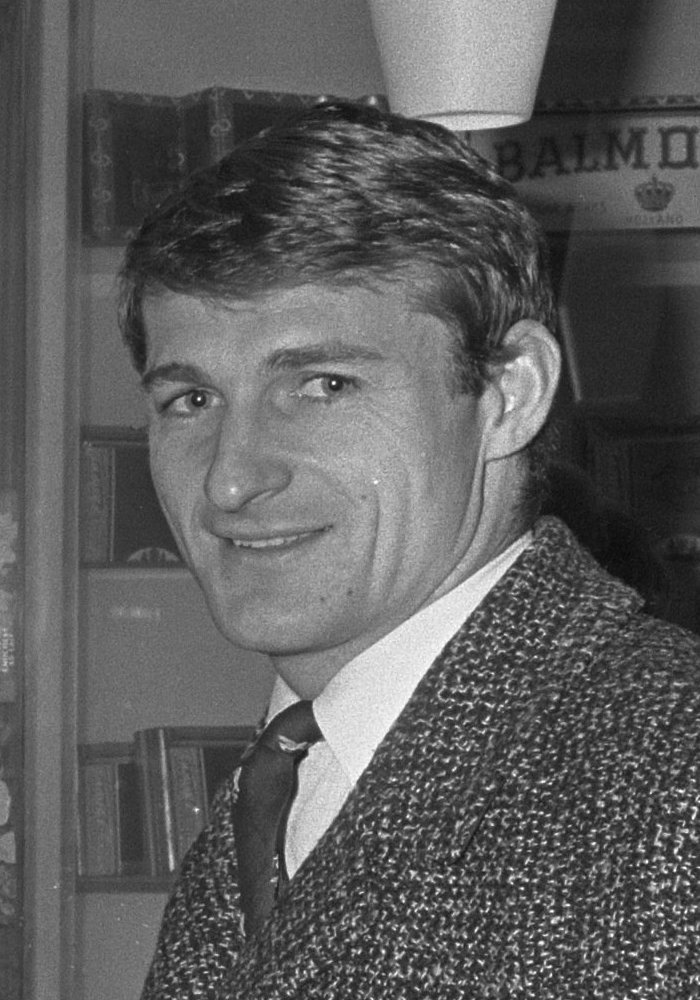
Roger Hunt
27 september

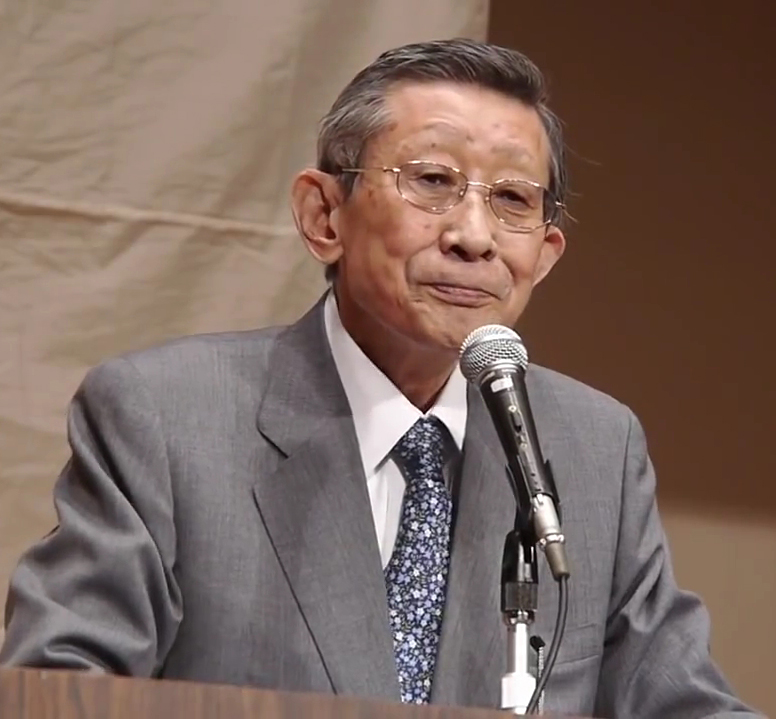
Koichi Sugiyama
30 september

| 1 | 2 | 3 | 4 | 5 | 6 | 7 | 8 | 9 | 10 | 11 | 12 | 13 | 14 | 15 | 16 | 17 | 18 | 19 | 20 | 21 | 22 | 23 | 24 | 25 | 26 | 27 | 28 | 29 | 30 |
| - | - | - | - | - | - | - | - | - | -- | -- | -- | -- | -- | -- | -- | -- | -- | -- | -- | -- | -- | -- | -- | -- | -- | -- | -- | -- | -- |

### 1 september
- Daffney (Shannon Claire Spruill) (46), Amerikaans worstelaarster[1]
- Carol Fran (87), Amerikaans blueszangeres[2]
- Leopoldo Serantes (59), Filipijns bokser[3]

### 2 september
- Mikis Theodorakis (96), Grieks politicus, componist en dirigent[4]

### 3 september
- Barbara Inkpen (71), Brits hoogspringster[5]
- Irma Kalish (96), Amerikaans televisieserieschrijfster en producente[6]

### 4 september
- Ludwig Haas (88), Duits acteur[7]
- Nicole Saeys (97), Belgisch atlete[8]
- Jörg Schlaich (86),  Duits bouwkundig ingenieur[9]

### 5 september
- Sarah Harding (39), Brits zangeres, songwriter, danseres, model en actrice[10]
- Jan Hecker (54), Duits advocaat en diplomaat[11]
- Ralph Irizarry (67), Amerikaans percussionist[12]
- Matej Marin (41), Sloveens wielrenner[13]
- Ivan Patzaichin (71), Roemeens kanovaarder[14]
- Ricky Lee Reynolds (72), Amerikaans gitarist[15]
- Tony Selby (83), Brits acteur[16]
- Wim Verstraeten (64), Belgisch ballonvaarder[17]

### 6 september
- Jean-Pierre Adams (73), Frans voetballer[18]
- Jean-Paul Belmondo (88), Frans acteur[19]
- Cock van der Elst (93), Nederlands langebaanschaatser[20]
- Michael Kenneth Williams (54), Amerikaans acteur[21]
- Bote Wilpstra (75), Nederlands wetenschapper, bestuurder en politicus[22]

### 7 september
- Mick Brigden (73), Amerikaans popartiestenmanager[23]
- Jahangir Butt (78),  Pakistaans hockeyer[24]
- Stefaan Fernande (54), Belgisch songwriter[25]

### 8 september
- Bert Cremers (72), Nederlands politicus[26]
- Gérard Farison (77), Frans voetballer[27]
- Dietmar Lorenz (70), Duits  judoka[28]
- Art Metrano (84), Amerikaans acteur en komiek[29]

### 9 september
- Urbain Braems (87), Belgisch voetballer en trainer[30]
- Els Denneboom-Frank (93), Nederlands zakenvrouw[31]
- Jan Leegwater (83), Nederlands politicus[32]
- Aarnout Loudon (84), Nederlands topfunctionaris en politicus[33]
- Jozef Smets (107), Belgisch pastoor, eeuweling en oudste man van België[34]
- Jan Zijlstra (82), Nederlands evangelist[35]

### 10 september
- Felix Alen (71), Belgisch chef-kok[36]
- Michael Chapman (80), Brits folkzanger en gitarist[37]
- Jorge Sampaio  (81), Portugees advocaat en politicus[38]

### 11 september
- François Boulangé (67), Nederlands presentator[39]
- Abimael Guzmán (86),  Peruviaans crimineel[40]
- María Mendiola (69), Spaans zangeres[41]

### 12 september
- Thom van Dijck (92), Nederlands hockeyspeler[42]
- Hans Haas (76), Nederlands burgemeester[43]
- Nicolás Naranjo (31), Argentijns wielrenner[44]
- Fabio Taborre (36), Italiaans wielrenner[45]
- Gunnar Utterberg (78), Zweeds kanovaarder[46]

### 13 september
- Don Collier (92), Amerikaans acteur[47]
- Antony Hewish (97),  Brits radioastronoom en Nobelprijswinnaar[48]
- Borisav Jovic (92), Joegoslavisch politicus[49]
- Andrej Makejev (69), Russisch basketballer[50]
- Ruben Reyes (82), Filipijns rechter[51]
- George Wein  (95), Amerikaans festivalpromotor en jazzpianist[52]

### 14 september
- Paul Yonggi Cho (85),  Zuid-Koreaans predikant[53]
- Reuben Klamer (99), Amerikaans speelgoedontwerper[54]
- Cees Koch (85), Nederlands atleet[55]
- Norm Macdonald (61), Canadees stand-upcomedian en acteur[56]
- Joeri Sedych (66), Oekraïens kogelslingeraar[57]

### 15 september
- Sandra van Berkum (52), Nederlands auteur, voice-over, kunsthistoricus en nieuwslezer[58]
- Gavan O'Herlihy (70), Iers-Amerikaans acteur[59][60]
- Marthe Mercadier (92), Frans actrice[61]

### 16 september
- Boet van Dulmen (73), Nederlands motorcoureur[62]
- Jan Hof (92), Nederlands journalist en schrijver[63]
- George Mraz (77), Amerikaans jazzmuzikant[64]
- Jane Powell (92), Amerikaans zangeres, danseres en actrice[65]
- Julie Reding (85), Amerikaans actrice en pin-up[66]
- John Ruggie (76), Amerikaans politicoloog[67]
- Clive Sinclair (81), Engels uitvinder en ondernemer[68]

### 17 september
- Meta van Beek (101), Nederlands ombudsvrouw[69]
- Abdelaziz Bouteflika (84), president van Algerije[70]
- Tim Donnelly (77), Amerikaans acteur[71]
- Avril Elgar (89), Brits actrice[72]
- Basil Hoffman (83), Amerikaans acteur[73]
- Ruud van der Peijl (60), Nederlands stylist, fotograaf en dj[74]

### 18 september
- Julos Beaucarne (85), Belgisch beeldend kunstenaar[75]
- Anna Chromy (81), Tsjechisch kunstschilderes en beeldhouwster[76]
- Chris Anker Sørensen (37), Deens wielrenner en wielerverslaggever[77]

### 19 september
- Sylvano Bussotti (89),  Italiaans componist[78]
- John Challis (79), Brits acteur[79]
- Jimmy Greaves (81), Engels voetballer[80]
- Marina Tucaković (67), Servisch songwriter[81]

### 20 september
- Sarah Dash (76), Amerikaans zangeres en actrice[82]
- Jacques De Caluwé (87), Belgisch voetballer[83]
- Jan Jindra (89),  Tsjecho-Slowaaks roeier[84]
- Aloys Jousten (83), Belgisch geestelijke[85]
- Claude Lombard (76), Belgisch zangeres[86]
- Helmut Oberlander (97), Canadees oorlogsmisdadiger[87]

### 21 september
- Constance van Eeden (94), Nederlands wiskundige[88]
- Romano Fogli (83), Italiaans voetballer[89]
- Willie Garson (57), Amerikaans acteur[90]
- Al Harrington (85), Amerikaans-Samoaans acteur[91]
- Richard H. Kirk (65), Brits popmuzikant[92]
- Peter Palmer (90), Amerikaans acteur[93]
- Mohammed Hoessein Tantawi (85), Egyptisch politicus[94]
- Nico Visscher (88), Nederlands cartoonist[95]
- Melvin Van Peebles (89), Amerikaans acteur en filmmaker[96]

### 22 september
- Abdelkader Bensalah (79), Algerijns politicus[97]
- Pieter Beelaerts van Blokland (88), Nederlands politicus[98]
- Kees van der Kruijs (74), Nederlands motorcoureur[99]
- Orlando Martínez (77), Cubaans bokser[100]
- Roger Michell (65), Brits filmregisseur[101]
- Bob Moore (88), Amerikaans studiomuzikant en orkestleider[102]
- Jay Sandrich (89), Amerikaans televisieregisseur[103]

### 23 september
- Kjell Askildsen (91), Noors schrijver[104]
- Pim Haak (87), Nederlands jurist[105]
- Jorge Liberato Urosa Savino (79), Venezolaans kardinaal[106]
- Sue Thompson (96), Amerikaans pop- en countryzangeres[107]
- Nino Vaccarella (88), Italiaans autocoureur[108]

### 24 september
- Mieke Eggermont-de Mast (86), Nederlands politica[109]
- Pee Wee Ellis (Alfred James Ellis) (80), Amerikaans saxofonist, componist en arrangeur[110]
- Johannes Peil (67), Oostenrijks sportarts[111]
- Lenka Peterson (95), Amerikaans actrice[112]
- Takao Saito (84), Japans mangakunstenaar[113]
- Eric Strack van Schijndel (69), Nederlands zanger en tekstschrijver[114]
- Cees Willemsen (69), Nederlands kunstenaar[115]

### 25 september
- Théoneste Bagosora (80), Rwandees militair en oorlogsmisdadiger[116]

### 26 september
- José Freire Falcão (95), Braziliaans kardinaal en aartsbisschop[117]
- Alan Lancaster (72), Brits bassist en zanger[118]
- Bobby Zarem (84), Amerikaans publicist[119]

### 27 september
- Henk Ellens (82), Nederlands voetballer en voetbaltrainer[120]
- Roger Hunt (83), Engels voetballer[121]
- Andrea Martin (49), Amerikaans singer-songwriter en muziekproducent[122]
- Lady Aïda (Aïda Spaninks) (63), Nederlands dj[123]

### 28 september
- Nico Jonker (81), Nederlands voetballer[124]
- Eberhard Jüngel (86), Duits theoloog[125]
- Bienvenido Lumbera (89), Filipijns dichter, criticus en dramaturg[126]
- Jaap Maarleveld (97), Nederlands acteur[127]
- Phi Nhung (51), Vietnamees zangeres[128]
- Gerrit Portengen (99), Nederlands schaatser en schaatsbestuurder[129]
- Barry Ryan (72), Brits zanger[130]
- Lonnie Smith (79), Amerikaans jazzmuzikant[131]
- Michael Tylo (73), Amerikaans acteur[132]
- Fred Woudhuizen (62), Nederlands historicus[133]

### 29 september
- Henriëtte Dijkinga, Nederlands hoedenmaakster[134]
- Hayko (Hajk Hakobjan) (48), Armeens zanger[135]
- Ravil Isyanov (59), Russisch-Amerikaans acteur[136]
- Olivier Libaux (57), Frans platenproducent en muzikant[137]
- Ivan Pittevils (67), Belgisch topambtenaar[138]
- Mike Renzi (80), Amerikaans componist en muziekregisseur[139]
- Alexandre José Maria dos Santos (97), Mozambikaans kardinaal[140]
- Ivan Tasovac (55), Servisch componist, pianist en politicus[141]

### 30 september
- Francis Dannemark (66), Belgisch schrijver en uitgever[142]
- José Pérez Francés (84), Spaans wielrenner[143]
- Fons Lichtenberg (79), Nederlands burgemeester[144]
- Jacques Lizène (74), Belgisch beeldend kunstenaar[145]
- Herman Snijders (67), Surinaams componist en dirigent[146]
- Koichi Sugiyama (90), Japans componist[147]
- Wim Vriend (79), Nederlands waterpolospeler[148]
- Aad Wagenaar (82), Nederlands journalist[149]

januari ·
februari ·
maart ·
april ·
mei ·
juni ·
juli ·
augustus ·
september ·
oktober ·
november ·
december
1900 ·
1901 ·
1902 ·
1903 ·
1904 ·
1905 ·
1906 ·
1907 ·
1908 ·
1909 ·
1910 ·
1911 ·
1912 ·
1913 ·
1914 ·
1915 ·
1916 ·
1917 ·
1918 ·
1919 ·
1920 ·
1921 ·
1922 ·
1923 ·
1924 ·
1925 ·
1926 ·
1927 ·
1928 ·
1929 ·
1930 ·
1931 ·
1932 ·
1933 ·
1934 ·
1935 ·
1936 ·
1937 ·
1938 ·
1939 ·
1940 ·
1941 ·
1942 ·
1943 ·
1944 ·
1945 ·
1946 ·
1947 ·
1948 ·
1949 ·
1950 ·
1951 ·
1952 ·
1953 ·
1954 ·
1955 ·
1956 ·
1957 ·
1958 ·
1959 ·
1960 ·
1961 ·
1962 ·
1963 ·
1964 ·
1965 ·
1966 ·
1967 ·
1968 ·
1969 ·
1970 ·
1971 ·
1972 ·
1973 ·
1974 ·
1975 ·
1976 ·
1977 ·
1978 ·
1979 ·
1980 ·
1981 ·
1982 ·
1983 ·
1984 ·
1985 ·
1986 ·
1987 ·
1988 ·
1989 ·
1990 ·
1991 ·
1992 ·
1993 ·
1994 ·
1995 ·
1996 ·
1997 ·
1998 ·
1999 ·
2000 ·
2001 ·
2002 ·
2003 ·
2004 ·
2005 ·
2006 ·
2007 ·
2008 ·
2009 ·
2010 ·
2011 ·
2012 ·
2013 ·
2014 ·
2015 ·
2016 ·
2017 ·
2018 ·
2019 ·
2020 ·
2021 ·
2022 ·
2023 ·
2024 ·
2025